# 하야카와 노리쓰구

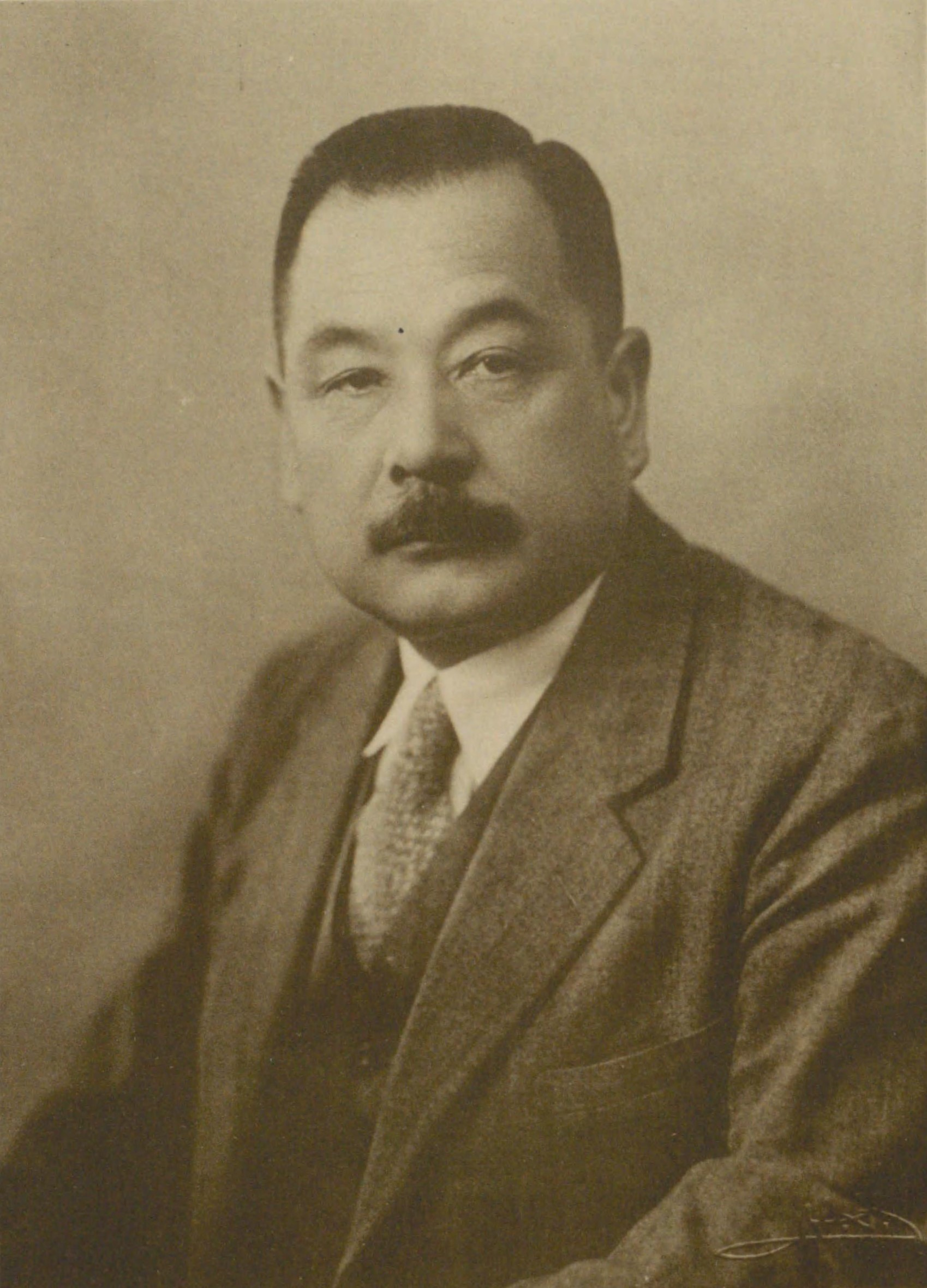

하야카와 노리쓰구(일본어: 早川徳次 1881년 10월 15일-1942년 11월 29일)는 도쿄지하철도의 창시자이며, 일본에 최초로 지하철을 도입한 인물이다.

## 생애
야마나시현 후에후키 시에서 태어났다. 와세다 대학졸업후에 철도원에 취직하여 근무하였고, 도부(東武)철도의 창업자이자 동향선배인 네즈 가이치로에게 발탁되어 그의 심복이 되었다.
1914년 국제사정사찰의 일원으로 유럽을 방문하던중 영국 런던에서 혼잡한 도심교통의 대안으로 지하철이 운영되고 있다는 사실을 알고 여기에 주목하게 된다. 또한 스코틀랜드의 글래스고에서는 지하철을 이용하는 승객의 심리적 여유까지 배려하여 한 량당 승차인원을 제한하고 있는 점에 충격을 받고 일본에 지하철을 도입하기로 결심을 굳힌다.

## 지하철건설 및 개업
귀국한 그는 철도성및 각 지자체, 그리고 출자를 해줄 자본가들을 찾아다니면서 지하철의 필요성을 역설했으나, 지하철의 효용성에 대한 인식이 없었던 터라 모두 거부당한다. 이러한 거부이유에는 도쿄의 지반이 전반적으로 약하다는 인식도 한 몫했다.
이에 하야카와는 도쿄 시내의 교량에 사용된 지층도를 입수하여 분석한 결과, 연약한 지반 아래에 굳은 지층이 있기 때문에 단단한 지층에 지하철을 건설할 것을 설득하고, 반년에 걸쳐 도쿄 시내의 교통량을 자력으로 조사하여 사업성이 충분함을 입증하려 끈질지게 노력하였다. 이러한 노력의 결과 약 200명에 달하는 투자자와 금융기관 등의 스폰서를 확보하고 당국의 허가를 얻어 1920년 8월 29일 도쿄지하철주식회사를 설립, 1925년 9월 27년에 아사쿠사 - 우에노 구간의 지하철 공사를 개시한다. 수 차례의 공사도중 사고의 고비를 넘긴 끝에 1927년 12월 30일 아사쿠사~ 우에노 구간의 노선을 개통한다. 이는 일본최초의 지하철 노선인 동시에 현재 도쿄메트로 긴자선의 일부이기도 하다. 하야카와는 장래 교통량 증가를 대비하여 역의 홈을 6량 편성에 맞추고 (당시 운영되던 전차는 1량~2량 전차가 보통이었다) 사업확장에 따라 지하철 노선을 대형 상가및 백화점등 시내의 주요 상권에 맞춤으로서 도쿄시민의 생활스타일에도 영향을 미쳤다.

## 영단지하철의 설립과 경영은퇴및 사망
하야카와의 지하철 사업성공이후 지하철 사업이 우후죽순으로 난립하게 되는 가운데, 1940년 고토 게이타가 이끄는 도쿄고속철도와 신바시 역을 두고 경영권상의 분쟁이 발생한다. 여기에 일본 철도성이 개입하여 양 회사의 화해 조건으로 하야카와의 은퇴를 요구, 하야카와는 경영일선에서 물러났고, 정작 양 회사는 지하철 사업의 공영화를 바라고 있던 당국의 의향에 따라 제도고속도교통영단(영단지하철)으로 흡수되었다. 고향 야마나시로 돌아온 하야카와는 실의에 빠지다 병환으로 61세를 일기로 사망한다.